# Ad Duodecimum
Ad Duodecimum (übersetzt: „Beim Zwölften“) war eine römische Siedlung in der Provinz Germania inferior an der Straße von Ulpia Noviomagus Batavorum (Nijmegen) nach Lugdunum Batavorum (Katwijk). In der heutigen Landesgliederung ist sie in der niederländischen Provinz Gelderland zu suchen.

## Quellen

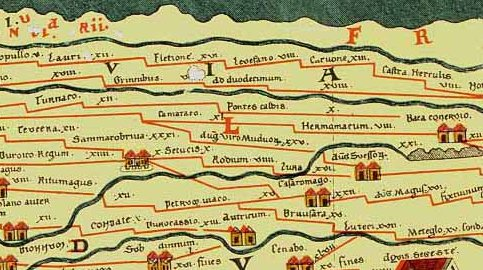
Ad Duodecimum auf der Tabula Peutingeriana

## Lokalisierungsversuche
Abgesehen von der Erwähnung auf der Peutinger-Karte wurden bisher keine konkreten archäologischen oder historischen Hinweise auf die Lage von Ad Duodecimum gefunden. Es wurde überlegt, „Beim Zwölften“ könne am zwölften Meilenstein bedeuten. Die Entfernung wäre dann von Nimwegen aus anzulegen. Diese Distanz entspricht jedoch nicht der auf der Tabula angegebenen Entfernung.
Der französische Kartograph Jean-Baptiste Bourguignon d’Anville aus dem 18. Jahrhundert vermutete Ad Duodecimum aufgrund der Namensähnlichkeit und der Entfernung zu Nijmegen in Dodewaard. Im 20. Jahrhundert wurden Wamel und Maasbommel-Berghuizen als alternative Standorte vorgeschlagen. Erst im Jahr 2017 wurde Ad Duodecimum mit einer ausgegrabenen Siedlung zwischen Alphen aan de Maas und Dreumel in Verbindung gebracht.